# محمدحسین جعفریان
محمدحسین ملک جعفریان مشهور به محمدحسین جعفریان (زادهٔ ۱۳۴۶ در مشهد)، شاعر، مستندساز جنگ و روزنامه‌نگار است. بیشتر شهرت او بابت شعرهای جنجالی و ساخت مستندهای جنگی به ویژه مستندهایی دربارهٔ افغانستان و نیز احمدشاه مسعود است.

## زندگی‌نامه
محمدحسین جعفریان در سال ۱۳۴۶ در کوی پنج تن طلاب واقع در شهر مشهد به دنیا آمد. او دو دوره رایزن فرهنگی جمهوری اسلامی ایران در کشور افغانستان بوده‌است و یکی از معدود خبرنگاران جهان است که با ملا محمد عمر رهبر طالبان دیدار داشته‌است. او با ساقی جعفریان ازدواج کرده‌است. خواهران وی حبیبه و گلستان جعفریان نیز نویسنده‌اند.

## دوران کاری
جعفریان نخستین مجموعه شعر خود با عنوان پنجره‌های رو به دریا را در سال ۱۳۶۹ در انتشارات حوزه هنری منتشر کرد.
اشعار او بیشتر شامل شعرهای بلندی در قالب سپید، نیمایی و کلاسیک است. او همچنین گزارش‌ها و مستندهایی دربارهٔ جنگهای امروز در کشورهای اسلامی از جمله افغانستان، تاجیکستان، بوسنی، کوزوو، پاکستان، کشمیر، سوریه، عراق، لبنان و… تهیه کرده‌است. از جمله آثار او در این زمینه مستند حماسه ناتمام است که با عنوان شیر دره پنجشیر نیز مشهور است و در آن به زندگی احمدشاه مسعود فرمانده افغان می‌پردازد.

## وضعیت سلامتی
در سال ۱۳۷۲ در شمال شرق افغانستان مجروح و از یک پا فلج شد. همچنین در سال ۱۳۸۶ به دلیل سانحه تصادف از ناحیه لگن آسیب دید. در سال ۱۳۸۷ قرار شد تا تیم تخصصی جراحی برای معالجه وی در بیمارستان میلاد تشکیل شود.

## آثار

### کتاب
- در حاشیه شط
- پنجره‌های رو به دریا
- فریادی پشت پنجرهٔ جهان
- شانه‌های زخمی پامیر
- شیری در قفس ۹۰۲
- گزیده ادبیات معاصر (نیستان-شماره ۱۲)
- در پایتخت فراموشی

### مستند
- شیر دره پنجشیر یا حماسه ناتمام (زندگی احمدشاه مسعود)
- نسل گمشده (فیلمی مشترک با رضا برجی دربارهٔ جنگ کوزوو)
- لعل بدخشان (دربارهٔ کشور افغانستان)
- سفر به جمهوری طالبان
- شاه همدان
- چرا می‌جنگیم؟
- افغانستان سلام (شانه‌های زخمی پامیر - مستند در ۲۶ قسمت ۳۰ دقیقه‌ای)
- «چه کسی ما را کشت؟» (دربارهٔ دیپلماتهای شهید ایران درافغانستان)

### دیدگاه
وی در جلسهٔ شعرخوانی سالانه در حضور رهبر جمهوری اسلامی ایران، سید علی خامنه‌ای با انتقاد از شیوهٔ برگزاری مراسم گفت: «من نکته‌ای می‌خواهم بگویم، اینکه رویهٔ برگزاری این جلسه به شکلی است که شعرهای پاستوریزه در اینجا قرائت می‌شود و بعضاً دوستان شعرها را قبل از جلسه می‌خواهند و آنها را چک می‌کنند و می‌گویند این خوانده شود و آن نشود. مثل شعری که من می‌خواستم بخوانم. این رویه باعث می‌شود شما در جریان شعر امروز مملکت قرار نگیرید.» جعفریان در جلسه دو سال قبل، شعری به نام عاشقانه‌های یک کلمن را خوانده بود. موضوع این شعر شرایط بسیار سخت جانبازان جنگ بود. رهبر ایران پیشنهاد داد تا این شعر را خوشنویسی کرده و به بنیاد شهید ارسال کنند.